# Goudelin
Goudelin is een gemeente in het Franse departement Côtes-d'Armor, in de regio Bretagne. De plaats maakt deel uit van het arrondissement Guingamp. Goudelin telde op 1 januari 2022 1.716 inwoners.

## Geografie
De oppervlakte van Goudelin bedroeg op 1 januari 2022 22,98 vierkante kilometer; de bevolkingsdichtheid was toen 74,7 inwoners per km².
De onderstaande kaart toont de ligging van Goudelin met de belangrijkste infrastructuur en aangrenzende gemeenten.

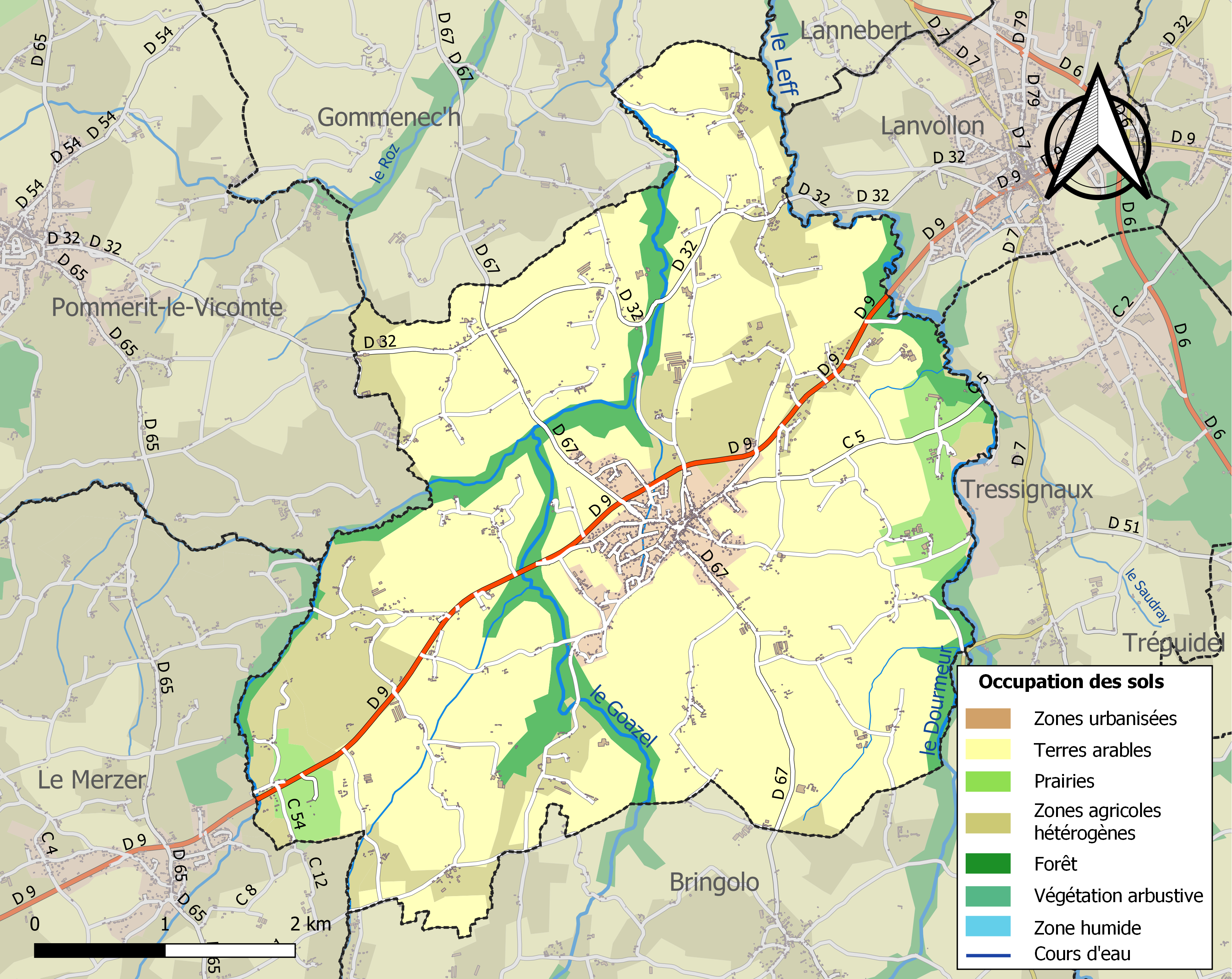

## Demografie
Onderstaande figuur toont het verloop van het inwonertal (bron: INSEE-tellingen).